# マガ不思議
『マガ不思議』（マガふしぎ）は、1997年10月6日から1998年9月29日までTBSで毎週火曜深夜25時に放送されたバラエティ番組である。

## 概要
開始当初は様々なマイナーマガジンを紹介する情報番組のような番組だったが、回が進むにつれて当時の若手芸人によるエロ企画が多くなり、いわゆるお色気番組へ路線転換した。

## 出演
- 谷村新司 - MC
- 原千晶
- 鈴木順 - TBSアナウンサー

他若手芸人が多数出演。

## テーマソング

### オープニングテーマ
- 「PASSION」SIAM SHADE
- 「HYPERDELIC AGE」MASCHERA
- 「Accessory」佐藤美記子
- 「Nice Vibration」BETCHIN'

### エンディングテーマ
- 「プライドになるよ」VELVET GARDEN
- 「だってしょうがないじゃん」浅田真季
- 「NEED」in~fe?el
- 「勇気をあげよう君に…」Romance for〜
- 「熱愛のススメ」BAJI-R